# Giải vô địch bóng đá thế giới các câu lạc bộ 2016
Giải vô địch bóng đá thế giới các câu lạc bộ 2016 (tiếng Anh: 2016 FIFA Club World Cup; được biết đến chính thức là FIFA Club World Cup Japan 2016 presented by IFFA Football Justice Auto vì lý do tài trợ) là phiên bản thứ 13 của Giải vô địch bóng đá thế giới các câu lạc bộ, một giải đấu bóng đá do FIFA tổ chức giữa các câu lạc bộ vô địch châu lục, cũng như nhà vô địch của giải vô địch quốc gia nước chủ nhà. Giải đấu được tổ chức tại Nhật Bản.
Barcelona là đương kim vô địch, nhưng không thể bảo vệ danh hiệu của mình sau khi bị loại ở tứ kết UEFA Champions League 2015-16.
Real Madrid đã giành chức vô địch Club World Cup lần thứ hai, sau khi đánh bại đội chủ nhà Kashima Antlers 4–2 sau hiệp phụ trong trận chung kết.

## Lựa chọn chủ nhà
Quá trình đấu thầu cho phiên bản 2015-16 cũng như 2017-18, tức là hai lần tổ chức giải đấu, mỗi lần tổ chức hai năm, đã bắt đầu vào tháng 2 năm 2014. Các hiệp hội thành viên quan tâm đến việc đăng cai phải nộp tuyên bố quan tâm trước ngày 30 tháng 3 năm 2014 và cung cấp bộ hồ sơ mời thầu hoàn chỉnh trước ngày 25 tháng 8 năm 2014. Ủy ban điều hành FIFA đã công bố nước chủ nhà tại cuộc họp của ủy ban ở Maroc vào tháng 12 năm 2014. Tuy nhiên, không có quyết định nào như vậy về việc đăng cai tổ chức phiên bản 2015-2016 của giải đấu cho đến năm 2015.
Các quốc gia sau bày tỏ quan tâm đến việc đấu thầu để đăng cai giải đấu:
- Ấn Độ (rút lui vào tháng 11 năm 2014)[9]
- Nhật Bản

Nhật Bản chính thức được xác nhận là chủ nhà của các giải đấu năm 2015 và 2016 vào ngày 23 tháng 4 năm 2015.

## Các đội giành quyền tham dự
| Đội                                      | Liên đoàn châu lục | Giành quyền trên tư cách                  | Ngày vượt qua vòng loại | Lần tham dự thứ (in đậm chỉ lần vô địch giải đấu)               |
| Vào vòng bán kết                         | Vào vòng bán kết   | Vào vòng bán kết                          | Vào vòng bán kết        | Vào vòng bán kết                                                |
| ---------------------------------------- | ------------------ | ----------------------------------------- | ----------------------- | --------------------------------------------------------------- |
| Atlético Nacional                        | CONMEBOL           | Vô địch Copa Libertadores 2016            | 27 tháng 7 năm 2016     | Lần thứ 1                                                       |
| Real Madrid                              | UEFA               | Vô địch UEFA Champions League 2015-16     | 28 tháng 5 năm 2016     | Lần thứ 3 (Lần trước: 2000, 2014)                               |
| Vào vòng tứ kết                          |                    |                                           |                         |                                                                 |
| Jeonbuk Hyundai Motors                   | AFC                | Vô địch AFC Champions League 2016         | 26 tháng 11 năm 2016    | Lần thứ 2 (Lần trước: 2006)                                     |
| Mamelodi Sundowns                        | CAF                | Vô địch CAF Champions League 2016         | 23 tháng 10 năm 2016    | Lần thứ 1                                                       |
| América                                  | CONCACAF           | Vô địch CONCACAF Champions League 2015-16 | 27 tháng 4 năm 2016     | Lần thứ 3 (Lần trước: 2006, 2015)                               |
| Vào vòng play-off giành quyền vào tứ kết |                    |                                           |                         |                                                                 |
| Auckland City                            | OFC                | Vô địch OFC Champions League 2016         | 23 tháng 4 năm 2016     | Lần thứ 8 (Lần trước: 2006, 2009, 2011, 2012, 2013, 2014, 2015) |
| Kashima Antlers                          | AFC (Chủ nhà)      | Vô địch J1 League 2016                    | 3 tháng 12 năm 2016     | Lần thứ 1                                                       |

## Địa điểm
Vào ngày 9 tháng 6 năm 2016, Sân vận động bóng đá thành phố Suita ở Osaka và Sân vận động Quốc tế Yokohama ở Yokohama được chọn làm hai địa điểm phục vụ giải đấu.
| Osaka                                             | OsakaYokohama | Yokohama                                        |
| ------------------------------------------------- | ------------- | ----------------------------------------------- |
| Sân vận động bóng đá thành phố Suita              | OsakaYokohama | Sân vận động Quốc tế Yokohama                   |
| 34°48′41,04″B 135°32′27,24″Đ / 34,8°B 135,53333°Đ | OsakaYokohama | 35°30′35″B 139°36′20″Đ / 35,50972°B 139,60556°Đ |
| Sức chứa: 39.694                                  | OsakaYokohama | Sức chứa: 72.327                                |
|                                                   | OsakaYokohama |                                                 |

## Tổ trọng tài
Các trọng tài được chỉ định là:
| Liên đoàn châu lục | Trọng tài          | Trợ lý trọng tài              | Trợ lý trọng tài video       |
| ------------------ | ------------------ | ----------------------------- | ---------------------------- |
| AFC                | Nawaf Shukralla    | Yaser Tulefat Taleb Al Marri  | Ravshan Irmatov              |
| CAF                | Janny Sikazwe      | Jerson dos Santos Marwa Range | Bakary Gassama               |
| CONCACAF           | Roberto García     | José Camargo Alberto Morín    | Mark Geiger                  |
| CONMEBOL           | Enrique Cáceres    | Eduardo Cardozo Juan Zorrilla | Andrés Cunha                 |
| OFC                | Abdelkader Zitouni | Philippe Revel                | Nick Waldron                 |
| UEFA               | Viktor Kassai      | György Ring Vencel Tóth       | Damir Skomina Danny Makkelie |

Trợ lý trọng tài video đã được thử nghiệm trong suốt giải đấu. Hệ thống này được sử dụng lần đầu tiên khi trọng tài Viktor Kassai thổi một quả phạt đền trong hiệp một của trận bán kết giữa Atlético Nacional và Kashima Antlers sau khi xem lại video phát lại.

## Đội hình
Mỗi đội phải đăng ký một đội hình gồm 23 cầu thủ (ba cầu thủ trong số đó phải là thủ môn). Cầu thủ bị chấn thương có thể được thay thế cho đến 24 giờ trước trận đấu đầu tiên của đội. Các đội hình chính thức (không bao gồm đội chủ nhà, vẫn chưa được xác định) được công bố vào ngày 1 tháng 12 năm 2016.

## Trận đấu
Lịch thi đấu của giải được công bố vào ngày 15 tháng 7 năm 2016.
Lễ bốc thăm được tổ chức vào lúc 11:00 CEST (UTC+2) ngày 21 tháng 9 năm 2016, tại trụ sở FIFA ở Zürich, Thụy Sĩ, để xác định các vị trí trong bảng đấu cho ba đội lọt vào vòng tứ kết.
Nếu trận đấu kết thúc với tỉ số hòa sau thời gian thi đấu chính thức:
- Đối với các trận đấu vòng đấu loại trực tiếp, hiệp phụ sẽ được diễn ra. Nếu trận đấu vẫn kết thúc với tỉ số hòa sau hiệp phụ, hai đội sẽ bước vào loạt sút luân lưu để phân định thắng thua.
- Đối với các trận tranh hạng năm và hạng ba, không thi đấu hiệp phụ, hai đội sẽ bước vào loạt sút luân lưu để phân định thắng thua.

Vào ngày 18 tháng 3 năm 2016, Ủy ban điều hành FIFA đã đồng ý rằng giải đấu sẽ là một phần của cuộc thử nghiệm của Ủy ban Bóng đá Quốc tế để cho phép cầu thủ dự bị thứ tư được thay vào trong hiệp phụ.
|  | Play-off               | Play-off             |                        |                        | Tứ kết              | Tứ kết              |               |               | Bán kết | Bán kết |  |  | Chung kết              | Chung kết              |
|  | 8 tháng 12 – Yokohama  |                      |                        |                        |                     |                     |               |               |         |         |  |  |                        |                        |
|  | Kashima Antlers        | 2                    |                        |                        | 11 tháng 12 – Osaka | 11 tháng 12 – Osaka |               |               |         |         |  |  |                        |                        |
|  | Kashima Antlers        | 2                    |                        |                        | 11 tháng 12 – Osaka | 11 tháng 12 – Osaka |               |               |         |         |  |  |                        |                        |
|  | Auckland City          | 1                    |                        |                        | Mamelodi Sundowns   | 0                   |               |               |         |         |  |  |                        |                        |
|  | Auckland City          | 1                    | 14 tháng 12 – Osaka    |                        | Mamelodi Sundowns   | 0                   |               |               |         |         |  |  |                        |                        |
|  |                        |                      |                        |                        | Kashima Antlers     | 2                   |               |               |         |         |  |  |                        |                        |
|  | Atlético Nacional      | 0                    |                        |                        | Kashima Antlers     | 2                   |               |               |         |         |  |  |                        |                        |
|  | Atlético Nacional      | 0                    |                        |                        |                     |                     |               |               |         |         |  |  |                        |                        |
|  |                        |                      | Kashima Antlers        | 3                      |                     |                     |               |               |         |         |  |  |                        |                        |
|  |                        |                      | Kashima Antlers        | 3                      |                     |                     |               |               |         |         |  |  |                        |                        |
|  |                        |                      | 18 tháng 12 – Yokohama |                        |                     |                     |               |               |         |         |  |  |                        |                        |
|  |                        |                      |                        |                        |                     |                     |               |               |         |         |  |  |                        |                        |
|  | Kashima Antlers        | 2                    |                        |                        |                     |                     |               |               |         |         |  |  |                        |                        |
|  | Kashima Antlers        | 2                    | 11 tháng 12 – Osaka    |                        |                     |                     |               |               |         |         |  |  |                        |                        |
|  |                        | Real Madrid (s.h.p.) | 4                      |                        |                     |                     |               |               |         |         |  |  |                        |                        |
|  |                        |                      | 4                      | Jeonbuk Hyundai Motors | 1                   |                     |               |               |         |         |  |  |                        |                        |
|  | 15 tháng 12 – Yokohama |                      |                        | Jeonbuk Hyundai Motors | 1                   |                     |               |               |         |         |  |  |                        |                        |
|  |                        | América              | 2                      |                        |                     |                     |               |               |         |         |  |  |                        |                        |
|  | América                | América              | 2                      | 0                      |                     |                     |               |               |         |         |  |  |                        |                        |
|  | América                | Tranh hạng năm       | Tranh hạng năm         | 0                      |                     |                     | Tranh hạng ba | Tranh hạng ba |         |         |  |  |                        |                        |
|  |                        | Tranh hạng năm       | Tranh hạng năm         |                        | Real Madrid         | 2                   | Tranh hạng ba | Tranh hạng ba |         |         |  |  |                        |                        |
|  | Jeonbuk Hyundai Motors | 4                    | Atlético Nacional (p)  | 2 (4)                  | Real Madrid         | 2                   |               |               |         |         |  |  |                        |                        |
|  | Jeonbuk Hyundai Motors | 4                    | Atlético Nacional (p)  | 2 (4)                  |                     |                     |               |               |         |         |  |  |                        |                        |
|  | Mamelodi Sundowns      | 1                    | América                | 2 (3)                  |                     |                     |               |               |         |         |  |  |                        |                        |
|  | Mamelodi Sundowns      | 1                    | América                | 2 (3)                  |                     |                     |               |               |         |         |  |  |                        |                        |
|  | 14 tháng 12 – Osaka    | 14 tháng 12 – Osaka  |                        |                        |                     |                     |               |               |         |         |  |  | 18 tháng 12 – Yokohama | 18 tháng 12 – Yokohama |

Tất cả các trận đấu được diễn ra theo giờ tiêu chuẩn Nhật Bản (UTC+9).

### Play-off vòng tứ kết
| Kashima Antlers              | 2–1      | Auckland City    |
| ---------------------------- | -------- | ---------------- |
| - Akasaki 67' - Kanazaki 88' | Chi tiết | Kim Dae-wook 50' |

### Tứ kết
| Jeonbuk Hyundai Motors | 1–2      | América         |
| ---------------------- | -------- | --------------- |
| Kim Bo-kyung 23'       | Chi tiết | Romero 58', 74' |

| Mamelodi Sundowns | 0–2      | Kashima Antlers           |
| ----------------- | -------- | ------------------------- |
|                   | Chi tiết | - Endo 63' - Kanazaki 88' |

### Tranh hạng năm
| Jeonbuk Hyundai Motors                                                           | 4–1      | Mamelodi Sundowns |
| -------------------------------------------------------------------------------- | -------- | ----------------- |
| - Kim Bo-kyung 18' - Lee Jong-ho 29' - Nascimento 41' (l.n.) - Kim Shin-wook 89' | Chi tiết | Tau 48'           |

### Bán kết
| Atlético Nacional | 0–3      | Kashima Antlers                           |
| ----------------- | -------- | ----------------------------------------- |
|                   | Chi tiết | - Doi 33' (ph.đ.) - Endo 83' - Suzuki 85' |

| América | 0–2      | Real Madrid                     |
| ------- | -------- | ------------------------------- |
|         | Chi tiết | - Benzema 45+2' - Ronaldo 90+3' |

### Tranh hạng ba
| América                                            | 2–2      | Atlético Nacional                               |
| -------------------------------------------------- | -------- | ----------------------------------------------- |
| - Arroyo 38' - Peralta 66' (ph.đ.)                 | Chi tiết | - Samudio 6' (l.n.) - Guerra 26'                |
| Loạt sút luân lưu                                  |          |                                                 |
| - Martínez - Samudio - Quintero - Peralta - Arroyo | 3–4      | - Mosquera - Nieto - Bocanegra - Torres - Borja |

### Chung kết
| Real Madrid                                   | 4–2 (s.h.p.) | Kashima Antlers    |
| --------------------------------------------- | ------------ | ------------------ |
| - Benzema 9' - Ronaldo 60' (ph.đ.), 98', 104' | Chi tiết     | Shibasaki 44', 52' |

## Cầu thủ ghi bàn
| Thứ hạng | Cầu thủ ghi bàn   | Câu lạc bộ             | Số bàn thắng |
| -------- | ----------------- | ---------------------- | ------------ |
| 1        | Cristiano Ronaldo | Real Madrid            | 4            |
| 2        | Silvio Romero     | América                | 2            |
| 2        | Kim Bo-kyung      | Jeonbuk Hyundai Motors | 2            |
| 2        | Endo Yasushi      | Kashima Antlers        | 2            |
| 2        | Kanazaki Mu       | Kashima Antlers        | 2            |
| 2        | Shibasaki Gaku    | Kashima Antlers        | 2            |
| 2        | Karim Benzema     | Real Madrid            | 2            |
| 8        | Michael Arroyo    | América                | 1            |
| 8        | Oribe Peralta     | América                | 1            |
| 8        | Alejandro Guerra  | Atlético Nacional      | 1            |
| 8        | Kim Dae-wook      | Auckland City          | 1            |
| 8        | Kim Shin-wook     | Jeonbuk Hyundai Motors | 1            |
| 8        | Lee Jong-ho       | Jeonbuk Hyundai Motors | 1            |
| 8        | Akasaki Shuhei    | Kashima Antlers        | 1            |
| 8        | Doi Shoma         | Kashima Antlers        | 1            |
| 8        | Suzuki Yuma       | Kashima Antlers        | 1            |
| 8        | Percy Tau         | Mamelodi Sundowns      | 1            |

1 bàn phản lưới nhà
- Ricardo Nascimento (Mamelodi Sundowns, trong trận gặp Jeonbuk Hyundai Motors)
- Miguel Samudio (América, trong trận gặp Atlético Nacional)

## Bảng xếp hạng cuối cùng
Theo quy ước thống kê trong bóng đá, các trận đấu được quyết định trong hiệp phụ được tính là thắng và thua, trong khi các trận đấu được quyết định bằng loạt sút luân lưu được tính là hòa.
| VT | Đội                          | ST | T | H | B | BT | BB | HS | Đ |
| -- | ---------------------------- | -- | - | - | - | -- | -- | -- | - |
| 1  | Real Madrid (UEFA)           | 2  | 2 | 0 | 0 | 6  | 2  | +4 | 6 |
| 2  | Kashima Antlers (AFC) (H)    | 4  | 3 | 0 | 1 | 9  | 5  | +4 | 9 |
| 3  | Atlético Nacional (CONMEBOL) | 2  | 0 | 1 | 1 | 2  | 5  | −3 | 1 |
| 4  | América (CONCACAF)           | 3  | 1 | 1 | 1 | 4  | 5  | −1 | 4 |
| 5  | Jeonbuk Hyundai Motors (AFC) | 2  | 1 | 0 | 1 | 5  | 3  | +2 | 3 |
| 6  | Mamelodi Sundowns (CAF)      | 2  | 0 | 0 | 2 | 1  | 6  | −5 | 0 |
| 7  | Auckland City (OFC)          | 1  | 0 | 0 | 1 | 1  | 2  | −1 | 0 |

## Giải thưởng
Các giải thưởng sau đây đã được trao khi kết thúc giải đấu.
| Quả bóng vàng Adidas Giải thưởng Alibaba YunOS Auto | Quả bóng bạc Adidas       | Quả bóng đồng Adidas             |
| --------------------------------------------------- | ------------------------- | -------------------------------- |
| Cristiano Ronaldo (Real Madrid)                     | Luka Modrić (Real Madrid) | Shibasaki Gaku (Kashima Antlers) |
| Giải thưởng phong cách FIFA                         |                           |                                  |
| Kashima Antlers                                     |                           |                                  |

FIFA cũng đã chọn ra cầu thủ của trận đấu cho cầu thủ xuất sắc nhất trong mỗi trận đấu tại giải đấu.
| Trận đấu | Cầu thủ của trận đấu | Câu lạc bộ             | Đối thủ                |
| -------- | -------------------- | ---------------------- | ---------------------- |
| 1        | Nagaki Ryota         | Kashima Antlers        | Auckland City          |
| 2        | Silvio Romero        | América                | Jeonbuk Hyundai Motors |
| 3        | Kanazaki Mu          | Kashima Antlers        | Mamelodi Sundowns      |
| 4        | Lee Jae-sung         | Jeonbuk Hyundai Motors | Mamelodi Sundowns      |
| 5        | Sogahata Hitoshi     | Kashima Antlers        | Atlético Nacional      |
| 6        | Luka Modrić          | Real Madrid            | América                |
| 7        | Orlando Berrío       | Atlético Nacional      | América                |
| 8        | Cristiano Ronaldo    | Real Madrid            | Kashima Antlers        |